# Protocolo (direito internacional)
Em direito internacional um protocolo adicional, protocolo opcional, protocolo facultativo ou simplesmente protocolo, em analogia com contratos privados, é um adendo a um tratado, mantendo a validade do corpo principal, mas modificação, extensão ou complementando-o em alguns aspectos.
Alguns protocolos têm vindo a tornar-se mais famosos que o próprio tratado deu origem a elas, tais como o Protocolo de Quioto, que é parte da Convenção-Quadro das Nações Unidas sobre a Mudança do Clima.